# Zacarías González Velázquez
Pour les articles homonymes, voir Velázquez (homonymie).
Zacarías González Velázquez, né à Madrid en 1763 et mort dans la même ville en 1834, est un peintre espagnol.

## Biographie
Zacarías González Velázquez naît le 5 novembre 1763 à Madrid dans une famille d'artistes : il est le fils du peintre Antonio González Velázquez, le petit-fils du sculpteur Pablo González Velázquez (es) et le neveu des artistes Luis (es) et Alejandro González Velázquez.
Il commence sa formation en 1777 dans l'Académie royale des beaux-arts de San Fernando — dirigée par son père et qui sera dirigé par lui-même plus tard — où il est l'élève de Mariano Salvador Maella, beau-frère du père de Zacarías, auprès de qui il apprend l'esthétique baroque,. Il obtient en 1781 la médaille d'or de Première classe et devient enseignant dans l'institution jusqu'à la fin de sa carrière, obtenant le titre d'Académicien émérite en 1791.
En 1802, il est nommé peintre de chambre par Charles IV puis Lieutenant Directeur de la peinture (Teniente Director de Pintura) en 1807, après le refus de Francisco de Goya et la destitution de Cosme de Acuña. Sous le règne de Ferdinand VII, il est nommé directeur de l'Académie royale des beaux-arts de San Fernando en 1828.
Zacarías González Velázquez est surtout connu pour ses fresques, qui ont décoré plusieurs salles du Casino de la Reina, du palais du Pardo, du palais royal d'Aranjuez et du palais royal de Madrid, la plupart étant de thèmes allégoriques ou mythologiques,. Il se fait remarquer pour ses cartons de tapisserie de thèmes marins d'après des dessins de Maella, à destination de la Fabrique royale de tapisserie, aujourd'hui conservés au musée du Prado,.
González Velázquez a réalisé plusieurs portraits, comme ceux du roi Ferdinand VII et de son épouse, Marie-Louise de Bourbon-Parme. Il a aussi peint des scènes religieuses pour des églises de Madrid, parmi lesquelles le cycle de la vie de saint François d'Assise qui a été peint pour la basilique Saint-François-le-Grand de Madrid et qui est exposé dans ce temple mais est la propriété du musée du Prado, ou pour les cathédrales de Jaén, Tolède et l'oratoire Caballero de Gracia à Madrid. Il participe en outre à la décoration des funérailles de la reine Marie-Amélie de Saxe.

## Œuvre
Les œuvres de Zacarías González Velázquez sont toutes des huiles sur toile et celles qui sont listées ici sont conservées au musée du Prado (sauf mention) :
- Retrato de Antonio González Velázquez, 80 × 58 cm
- Pescador de copo, 106 × 196 cm (en dep. au Ministère de l'Intérieur espagnol, Madrid)
- Retrato de dama, 45 × 35 cm
- Alegoría de la Noche, 308 × 375 cm, (en dep. au Musée du Romantisme, Madrid)
- Alegoría de la Aurora, 370 × 358 cm (en dep. au Musée du Romantisme, Madrid)
- Pescador tendiendo redes, 174 × 143 cm (en dep. à l'Académie royale des Sciences, Madrid)
- San Francisco abrazando a un leproso, 217 × 274 cm (en dep. à la basilique de Saint-François-le-Grand, Madrid)
- San Francisco renuncia a sus bienes y derechos temporales, 217 × 274 cm (en dep. en la iglesia de San Francisco el Grande, Madrid)
- San Francisco orando ante el Cristo de San Damián, 217 × 273 cm (en dep. à la basilique de Saint-François-le-Grand, Madrid)
- El nacimiento de san Francisco, 216 × 273 cm (en dep. à la basilique de Saint-François-le-Grand, Madrid), 1789
- San Francisco dando su capa a un pobre, 216 × 272 cm (en dep. à la basilique de Saint-François-le-Grand, Madrid)
- La prueba de fuego, 217 × 270 cm (en dep. à la basilique de Saint-François-le-Grand, Madrid)
- San Francisco maltratado por su padre, 216 × 272 cm (en dep. à la basilique de Saint-François-le-Grand, Madrid)
- San Francisco construyendo la iglesia de San Damián, 218 × 273 cm (en dep. à la basilique de Saint-François-le-Grand, Madrid)
- San Francisco ante el sultán de Egipto, Malec-el-Kamal, 215 × 271 cm (en dep. à la basilique de Saint-François-le-Grand, Madrid)
- El bautismo de san Francisco, 216 × 274 cm (en dep. à la basilique de Saint-François-le-Grand, Madrid)
- San Francisco en prisión, 217 × 273 cm (en dep. à la basilique de Saint-François-le-Grand, Madrid)
- Visión de san Francisco y santo Domingo de Guzmán, 218 × 271 cm (en dep. à la basilique de Saint-François-le-Grand, Madrid)
- Hombre y mujer con niño, 174 × 134 cm (en dep. au Quartier général de l'Armée, Madrid)
- Dos pescadores, 174 × 135 cm (en dep. au Quartier général de l'Armée, Madrid)
- Varios pescadores, uno de ellos cargando un caballo, 331 × 310 cm (en dep. au Ministère de l'Économie, Madrid)
- Cuatro pescadores en primer término y en una barca varios pescadores más, 330 × 310 cm (en dep. au Ministère de l'Économie, Madrid)
- El triunfo de san Agustín, 790 × 400 cm, 1817
- Presentación del Niño Jesús en el templo, 265 × 180 cm (en dep. au Séminaire de Lugo)
- Cuatro marineros y un niño, 270 × 180 cm (en dep. à l'Ambassade d'Espagne à La Haye)
- Pescadores y una mujer con una cesta de peces, 270 × 180 cm (en dep. à l'Ambassade d'Espagne à La Haye), 1785
- Pescadores tendiendo una red y una mujer vendiendo pescado, 270 × 425 cm (en dep. à l'Ambassade d'Espagne à La Haye)
- Embarque de varios personajes, 270 × 425 cm (en dep. à l'Ambassade d'Espagne à La Haye)
- Retrato de niño, 75 × 58 cm (en dep. au musée des beaux-arts de La Corogne)
- Autorretrato, 59 × 45,7 cm, 1810-1813

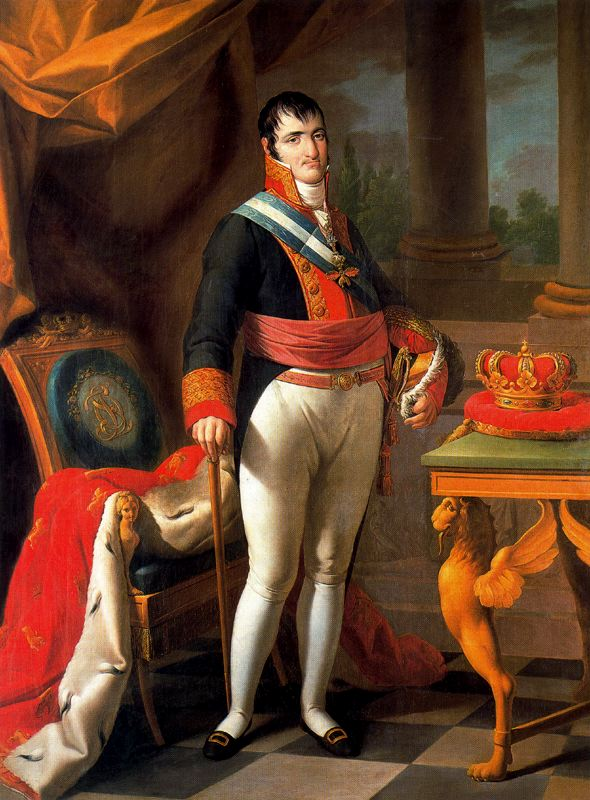
Portrait de Ferdinand VII (1814).
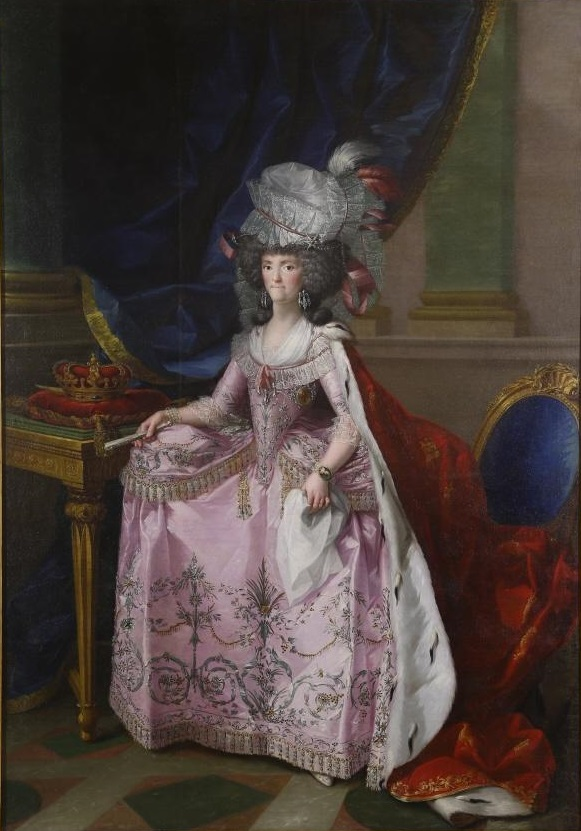
Portrait de Maria Luisa of Parma, reine d'Espagne (1789).
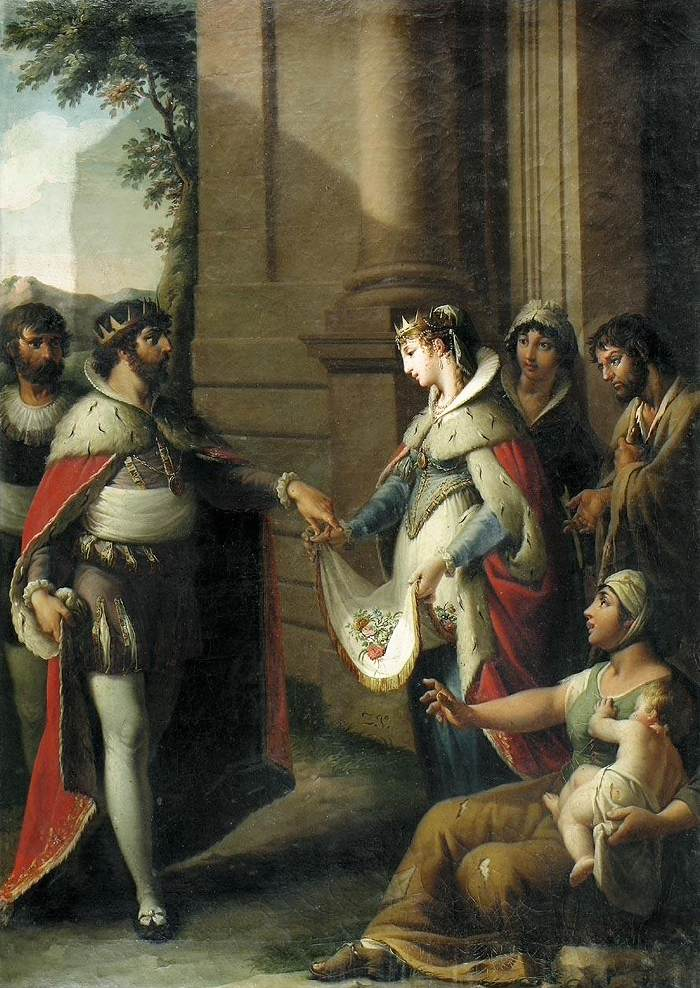
Miracle de Sainte Casilda (c. 1820).
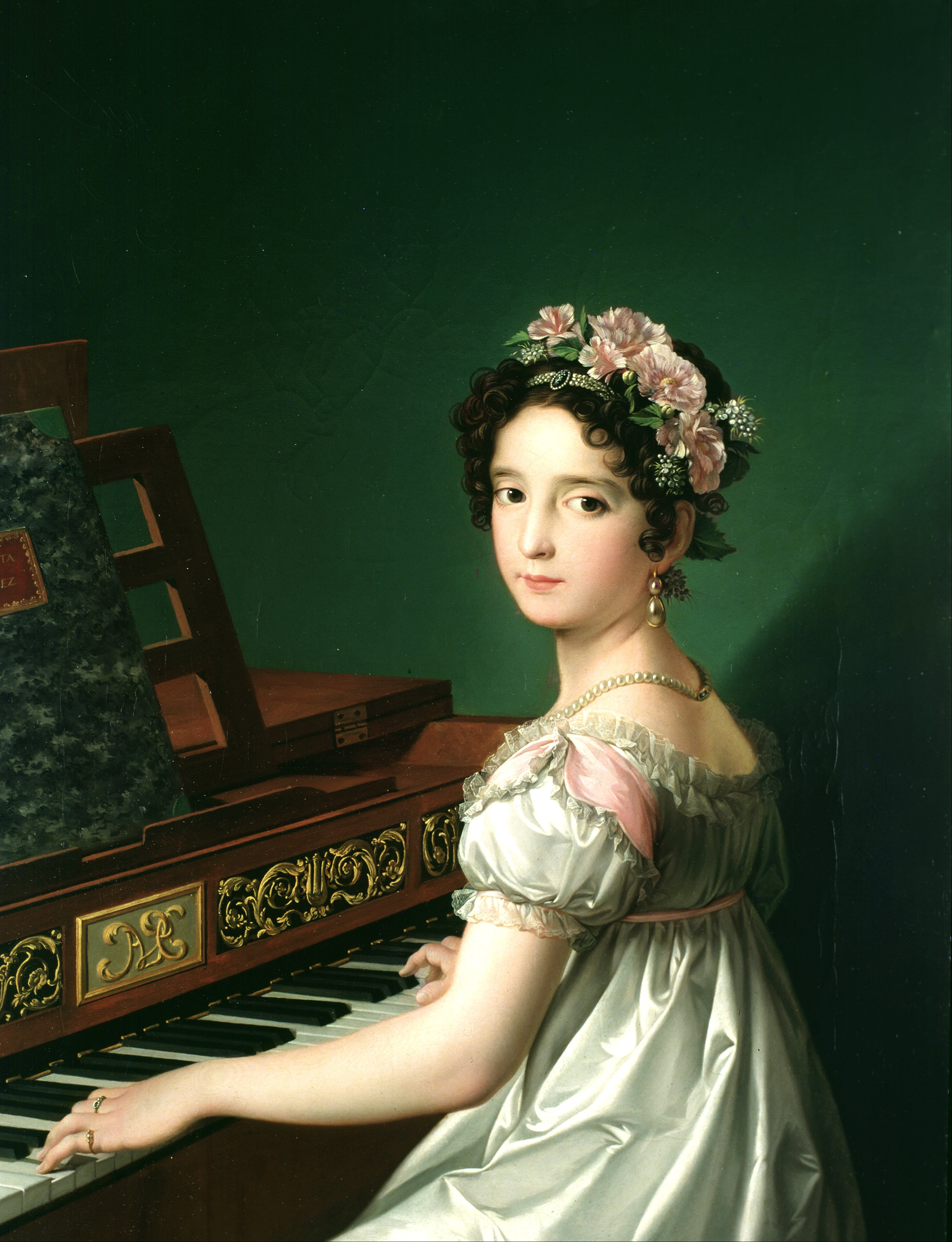
Manuela González Velázquez jouant au piano (c. 1820).
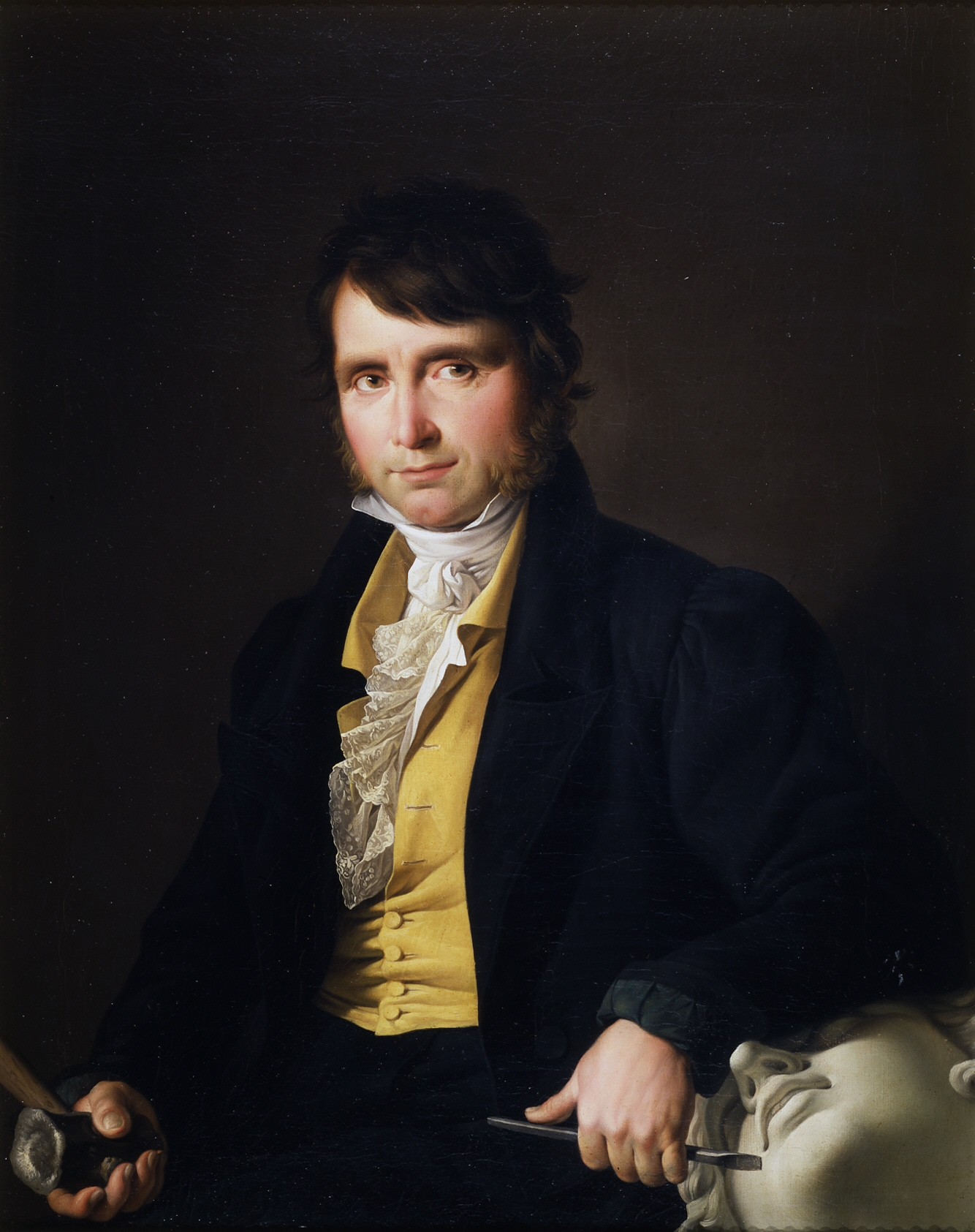
Portrait de Francisco Elías Vallejo (premier quart du XIXe siècle).

D'autres musées de Madrid conservent une grande partie de sa production artistique, comme l'Académie royale des beaux-arts de San Fernando (Autoportrait, Christ crucifié, Portrait de Francisco Elías Vallejo, etc.), le musée Lázaro Galdiano (Manuela González Velázquez jouant du piano, ainsi que onze des douze esquisses de la série de la vie de saint François mentionnée ci-dessus, notamment), le musée du Romantisme (Portrait de la reine Isabel de Braganza), le musée d'histoire de Madrid (Portrait de Doña María Luisa de Parma, Reine d'Espagne, avec une claire influence encore de Maella), ou le musée Cerralbo (es), dont les réserves conservaient sans le savoir jusqu'à sa découverte en 2013, deux grandes œuvres sur toile qui formaient la frise picturale du cénotaphe créé pour les funérailles de la reine Maria Isabel de Braganza, auxquelles en plus de leur valeur artistique il faut ajouter une grande valeur historique puisque ces œuvres par leur nature éphémère n'auraient pas dû survivre jusqu'à nos jours.